# Aegoidus debauvei
Aegoidus debauvei là một loài bọ cánh cứng trong họ Cerambycidae.